# هوموتائورین
هوموتائورین (به انگلیسی: Homotaurine) یک ترکیب شیمیایی با شناسه پاب‌کم ۱۶۴۶ است. 